# Beura-Cardezza
Beura-Cardezza (Bèura e Cardescia in dialetto ossolano) è un comune italiano di 1 401 abitanti della provincia del Verbano-Cusio-Ossola in Piemonte. Parte del suo territorio è compresa nel Parco Nazionale della Val Grande.
Beura e Cardezza, già comuni autonomi, furono riuniti in un unico comune a seguito del R. D. 6 settembre 1928, n. 2131.

## Storia

### Simboli
Lo stemma e il gonfalone sono stati concessi con decreto del presidente della Repubblica del 16 novembre 1994.
Il gonfalone è un drappo di bianco.

## Società

### Evoluzione demografica
Abitanti censiti

## Economia

### Turismo

#### Escursionismo alpino
A Beura-Cardezza si trovano tre capanne alpine, tutte comprese nel territorio del parco nazionale della Val Grande, per un totale di 38 posti letto:
- La capanna Pozzolo, con 20 posti letto, a 1630 m s.l.m.[6]
- La capanna Corte, con 12 posti letto, a 1600 m s.l.m.[7]
- Il rifugio Montusa, con 6 posti letto, a 1000 m s.l.m.[8]

## Amministrazione
Di seguito è presentata una tabella relativa alle amministrazioni che si sono succedute in questo comune.
| Periodo        | Periodo          | Primo cittadino     | Partito                                         | Carica  | Note  |
| -------------- | ---------------- | ------------------- | ----------------------------------------------- | ------- | ----- |
| 24 aprile 1995 | 14 giugno 1999   | Angelo Omar Bargiga | centro-sinistra                                 | Sindaco | [ 9 ] |
| 14 giugno 1999 | 14 giugno 2004   | Angelo Omar Bargiga | lista civica                                    | Sindaco | [ 9 ] |
| 14 giugno 2004 | 8 giugno 2009    | Aldo Stefano Brocca | lista civica                                    | Sindaco | [ 9 ] |
| 8 giugno 2009  | 24 febbraio 2012 | Aldo Stefano Brocca | lista civica                                    | Sindaco | [ 9 ] |
| 7 maggio 2012  | in carica        | Davide Carigi       | lista civica Insieme per Beura Cardezza Cuzzego | Sindaco | [ 9 ] |

### Altre informazioni amministrative
Fa parte dell'Unione dei comuni montani Media Ossola.